# Friedrich Attems
Friedrich Attems, auch Friedrich von Attems, Friedrich Graf Attems, getauft als Friedrich Maria Ferdinand Ignatz Franz de Paula Alois Felix Veit Athanasius Attems (* 14. August 1818 in Graz; † 21. September 1901 ebenda) war Großgrundbesitzer und Abgeordneter zum Österreichischen Abgeordnetenhaus. Er war Ehrenritter des Johanniterordens.

## Leben
Friedrich Attems war Sohn des Herrschaftsbesitzers Ignaz Maria Graf Attems (1774–1861) und Bruder von Ferdinand Graf Attems. Er besuchte ab 1827 das Akademische Gymnasium in Graz und studierte danach Rechtswissenschaft.
Er arbeitete bis 1856 im Staatsdienst, zunächst als Konzeptspraktikant am Kreisamt in Graz. Im Jahr 1844 wurde er Kreiskommissär in Linz und 1845 in Wien. Ab 1846 war er Regierungssekretär, 1851 Bezirkskommissär und 1854 Kreiskommissär, zuletzt in St. Pölten. Ab 1857 wurde er Besitzer der Herrschaften Oberkindberg und Hart (in der Gemeinde Kindberg), Wurmberg (in der mittlerweile slowenischen Gemeinde Duplek), Lichtenegg und Freihof (in der Gemeinde St. Urban, heute Gemeinde Destrnik). Im Jahr 1862 stellte er als Gutsverwalter in Oberkindberg Jakob Eduard Schmölzer an.
Im Jahr 1859 war er Mitglied des Ausschusses, von 1859 bis 1868 und von 1869 bis 1870 Mitglied der Direktion und 1870 Kurator der Steiermärkischen Sparkasse in Graz.
Friedrich Graf Attems war von 1861 bis 1884 Mitglied im steiermärkischen Landtag (I., II., III., IV. und V. Wahlperiode).
Er war römisch-katholisch und ab 1853 verheiratet mit Therese Windhofer (1829–1854), die allerdings schon 1854 verstorben ist. Danach heiratete er im Jahr 1858 Thekla Gräfin zu Lodron-Laterano und Castelromano (1836–1896), mit der er einen Sohn (1860–1884) und 2 Töchter hatte. Er war der Schwager von Anton Alexander Graf Auersperg.

## Politische Funktionen
Friedrich Graf Attems war von 1867 bis 1870 Abgeordneter des Abgeordnetenhauses im Reichsrat (II. Legislaturperiode), Kronland Steiermark, Kurie Großgrundbesitz.